# William Kircher
William Kircher (23 mei 1958) is een Nieuw-Zeelandse acteur.

## Biografie
Kircher studeerde reeds op 18-jarige leeftijd af aan de 'New Zealand Drama School'.

## Filmografie

### Films
| Jaar | Film                                      | Rol                  | Opmerking |
| ---- | ----------------------------------------- | -------------------- | --------- |
| 1984 | Trespasses                                | Constable            |           |
| 1984 | Constance                                 | Politieagent         |           |
| 1985 | Hot Target                                | Pearson              |           |
| 1988 | Send a Gorilla                            | Ned                  |           |
| 1991 | Gold: A Fistful of Gold                   | Pyke                 | Tv-film   |
| 1992 | Absent Without Leave                      | Sergeant-majoor      |           |
| 1994 | The Last Tattoo                           | Gibbon               |           |
| 1994 | Bread & Roses                             | Syd Holland          |           |
| 1996 | Return to Treasure Island                 | Pearce               | Tv-film   |
| 2006 | Out of the Blue                           | Sergeant Stu Guthrie |           |
| 2008 | Wildire                                   | Bouwvakker           |           |
| 2008 | Aftershock                                | Rupert Stalker       | Tv-film   |
| 2012 | The Hobbit: An Unexpected Journey         | Bifur Tom            |           |
| 2013 | The Hobbit: The Desolation of Smaug       | Bifur                |           |
| 2014 | The Hobbit: The Battle of the Five Armies | Bifur                |           |

### Televisie
| Jaar       | Serie                            | Rol                          | Opmerking                              |
| ---------- | -------------------------------- | ---------------------------- | -------------------------------------- |
| 1983       | The Kids from OWL                | Kane                         |                                        |
| 1984       | Heroes                           | Diner                        | Gastrol in aflevering 1.01             |
| 1986       | Cuckoo Land                      |                              |                                        |
| 1987, 1989 | Worzel Gummidge Down Under       | Stallholder Farmer Scarecrow | 3 verschillende afleveringen           |
| 1989       | The Ray Bradbury Theater         | Ned Bantlin                  | Gastrol in "A Miracle of Rare Device"  |
| 1989–1991  | Shark in the Park                | BP                           |                                        |
| 1995       | Fallout                          | Richard Harman               | Miniserie                              |
| 1995       | Plainclothes                     | Gary Halloway                | Gastrol in aflevering 1.16             |
| 1996       | The Enid Blyton Adventure Series | Tel                          | Gastrol in "Valley of Adventure"       |
| 1996       | Oscar and Friends                | Referee                      | Stem                                   |
| 1998       | The Enid Blyton Secret Series    | Uncle Joe                    | Gastrol in "The Secret of Moon Castle" |
| 1998       | City Life                        | Ross Palmer                  |                                        |
| 1998       | The Legend of William Tell       | Quint                        | Gastrol in "Master of Doubt"           |
| 1998       | Xena: Warrior Princess           | Captain                      | Gastrol in "Locked Up and Tied Down"   |
| 1999       | A Twist in the Tale              | Mr. Anton                    | Gastrol in "Bertie"                    |
| 2006       | Legend of the Seeker             | The Merchant                 | Gastrol in "Broken"                    |